# Muttersbergseilbahn
Koordinaten: 47° 10′ 2,3″ N, 9° 49′ 16,4″ O

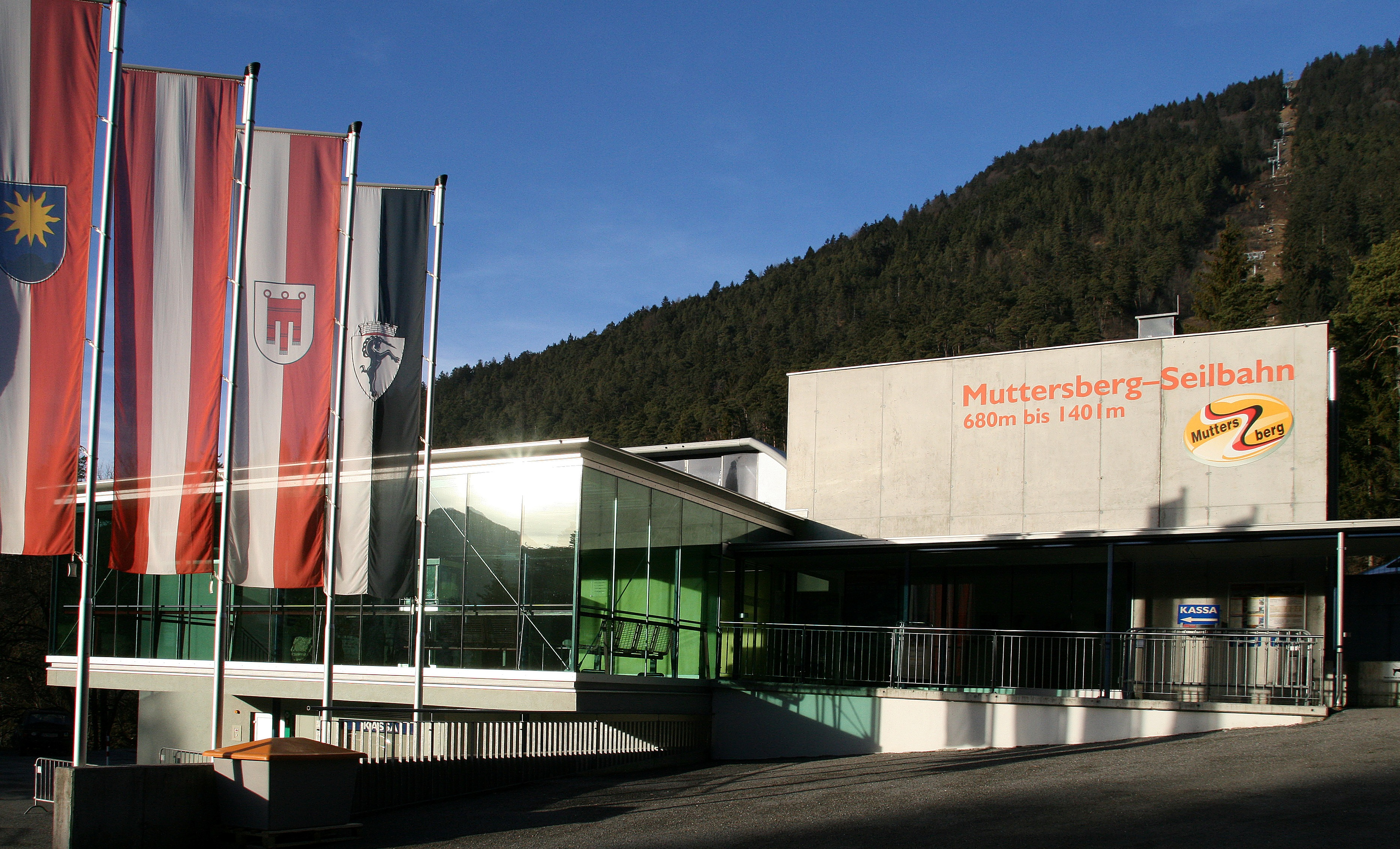
Talstation

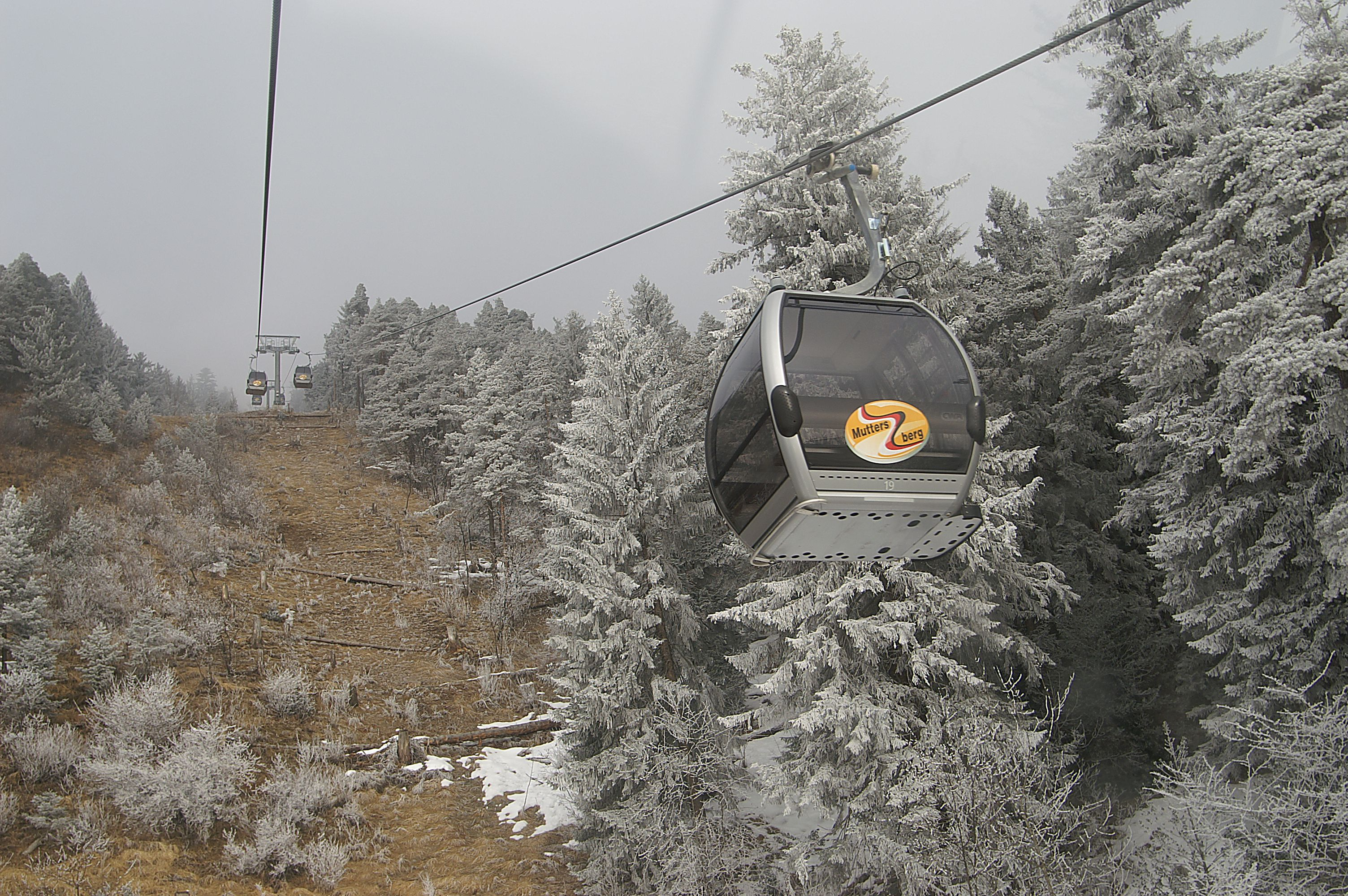
Muttersbergseilbahn von Bludenz aus gesehen

Die Muttersbergseilbahn ist eine Luftseilbahn in Bludenz und Nüziders im österreichischen Bundesland Vorarlberg. Sie verbindet eine Talstation auf rund 679 m ü. A. in Bludenz-Hinterplärsch (Galgentobel) mit der Bergstation auf 1397 Meter nahe dem 1401 m hohen Madeisakopf, der umgangssprachlich „Muttersberg“ genannt wird und auf dem Gemeindegebiet von Nüziders steht. Im engeren Sinne ist Muttersberg die Streusiedlung in den Süd- und Südosthängen des Hohen Fraßen.

## Geschichte
In der Nähe der heutigen Talstation befanden sich bis etwa 1838 Badehütten, in denen die hier befindliche Heilquelle genutzt wurde (siehe: Bad Fohrenburg).

### Vorgeschichte
Am 24. Mai 1946 fand unter der Leitung des damaligen Vizebürgermeister von Bludenz, Kommerzialrat Xaver Muther, die erste Sitzung eines „Proponentenkomitees“ statt und es wurde der Bau einer Personenseilbahn auf den Muttersberg beschlossen. Die weiteren Vorarbeiten und die Sicherstellung der Finanzierung benötigten rund zehn Jahre bis zur Gründung der Seilbahngesellschaft.

### Gründung der Seilbahngesellschaft
Am 9. Juli 1955 wurde im Hotel „Bludenzerhof“ der Gesellschaftsvertrag der „Personenseilbahn Bludenz-Muttersberg Gesellschaft m.b.H.“ mit einem Stammkapital von S 1.406.000.- von 164 Gesellschaftern notariell beurkundet.
Erster gewerberechtlicher Geschäftsführer der Seilbahngesellschaft wurde KR Xaver Muther (bis 1958). Erster technischer Geschäftsführer der Seilbahngesellschaft wurde Ing. Fritz Huber (bis 1960).

### Weitergehende Planung
Die Bergstation wurde bereits in verstärkter Bauweise ausgeführt, da eine spätere Verlängerung der Seilbahn vom Muttersberg auf den Hohen Fraßen (1979 m) angedacht war (diese Ausbaustufe gelangte nicht zur Ausführung).

### Bau und Eröffnung

#### Bau

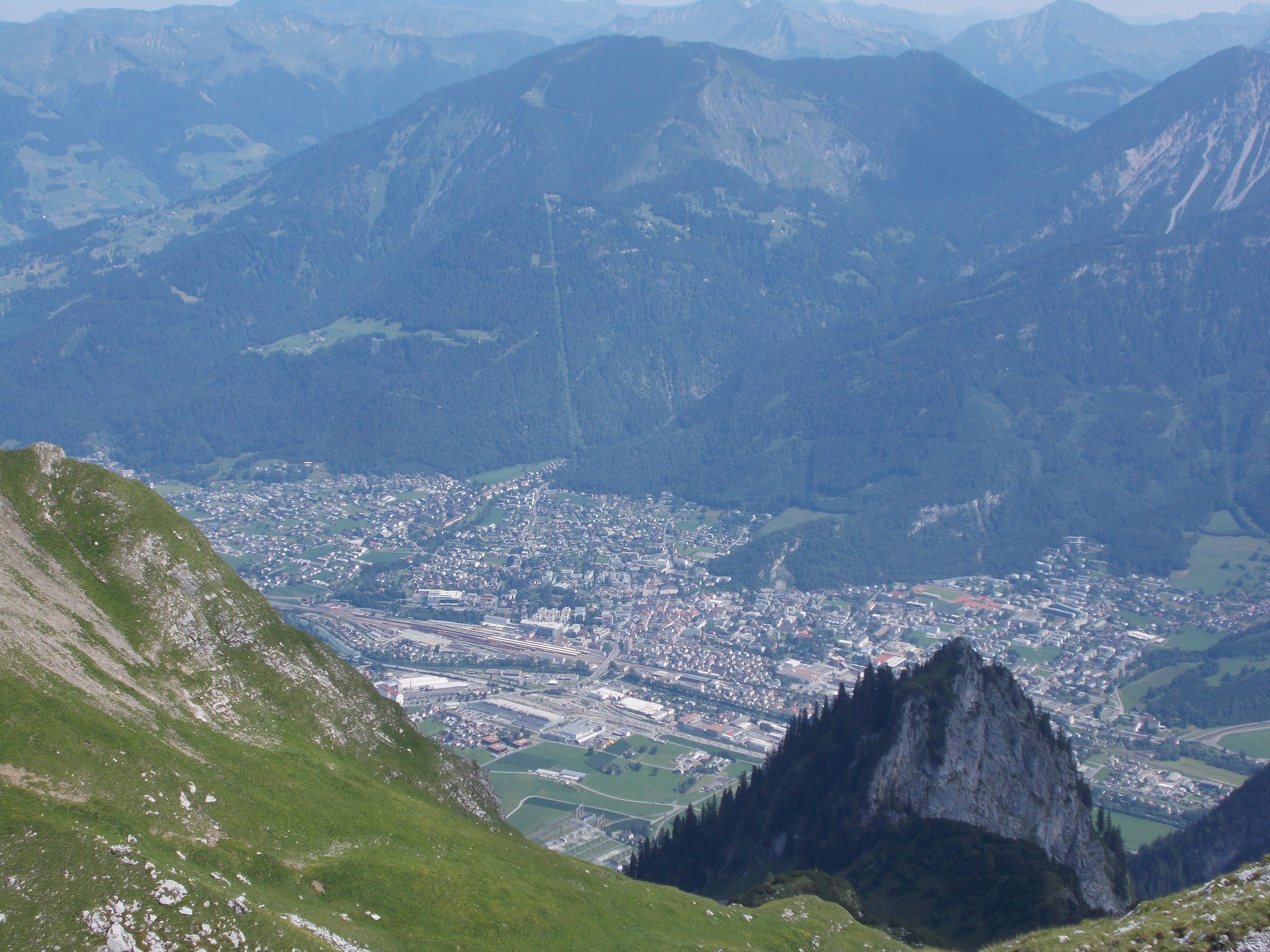
Blick vom Schafgufel (2351 m, Rätikon) auf Bludenz, die Trasse der Muttersbergbahn und den Hohen Fraßen über der Bergstation

1955 wurde mit dem Bau der Seilbahnbauwerke und der Stützen begonnen. Die Seilbahn wurde als Pendelseilbahn mit zwei Kabinen zu je 15+1 Personen ausgeführt. Der Antrieb (Gleichstrommotor) befand sich in der Bergstation.

#### Technische Daten der ursprünglichen Anlage
- Seilhöhe in der Talstation: 681 m
- Seilhöhe in der Bergstation: 1384 m
- Höhenunterschied: 703 m
- Bahnlänge (waagrechte Länge): 1461 m
- Betriebslänge (schräge Länge): 1615,5 m
- Drei Stützen (26,21 m und 10 m Bauhöhe)
- Größte Spannweite: 653,7 m
- Mittlere Neigung: 48,1 %
- 2 Fahrbetriebsmittel mit einem Fassungsraum von 15+1 Personen oder 1200 kg
- Höchstfahrgeschwindigkeit 7 m/s
- Größte Förderleistung je Stunde und Richtung: 150 Personen

#### Eröffnung
Die offizielle und feierliche Eröffnung sowie kirchliche Segnung der Muttersbergseilbahn fand am 14. Oktober 1956 statt. Die Eröffnung wurde unter anderem im Beisein des Landeshauptmanns von Vorarlberg, Ulrich Ilg, abgehalten.

### Erster Umbau
1991 wurde die Muttersbergseilbahn im Rahmen der bestehenden Seilbahnanlage erstmals generalsaniert. Es wurden neue Kabinen angeschafft und die technische Anlage überholt (Fa. Steurer Seilbahnbau, Doren), die elektrische Einrichtung sowie die Signalanlage (System Teichmann) umgebaut und auf den neuesten Stand der Technik gebracht. Die maximale Beförderungsleistung konnte auf 180 Personen/h gesteigert werden.
Die bisherige Betreibergesellschaft (Gesellschaft m.b.H.) wurde aufgelöst und ein "Gemeindeverband Personenseilbahn Muttersberg, Bludenz-Nüziders gegründet (Betreiberwechsel zum 1. Jänner 1994).
Die feierliche Wiedereröffnung nach dem Umbau fand am 27. Juni 1992 statt. Neben der kirchlichen Einsegnung fand auch eine „Taufe“ der Seilbahnkabinen durch die „Missis Europa 1992“, Andrea Tratter, statt.

### Zweiter Umbau

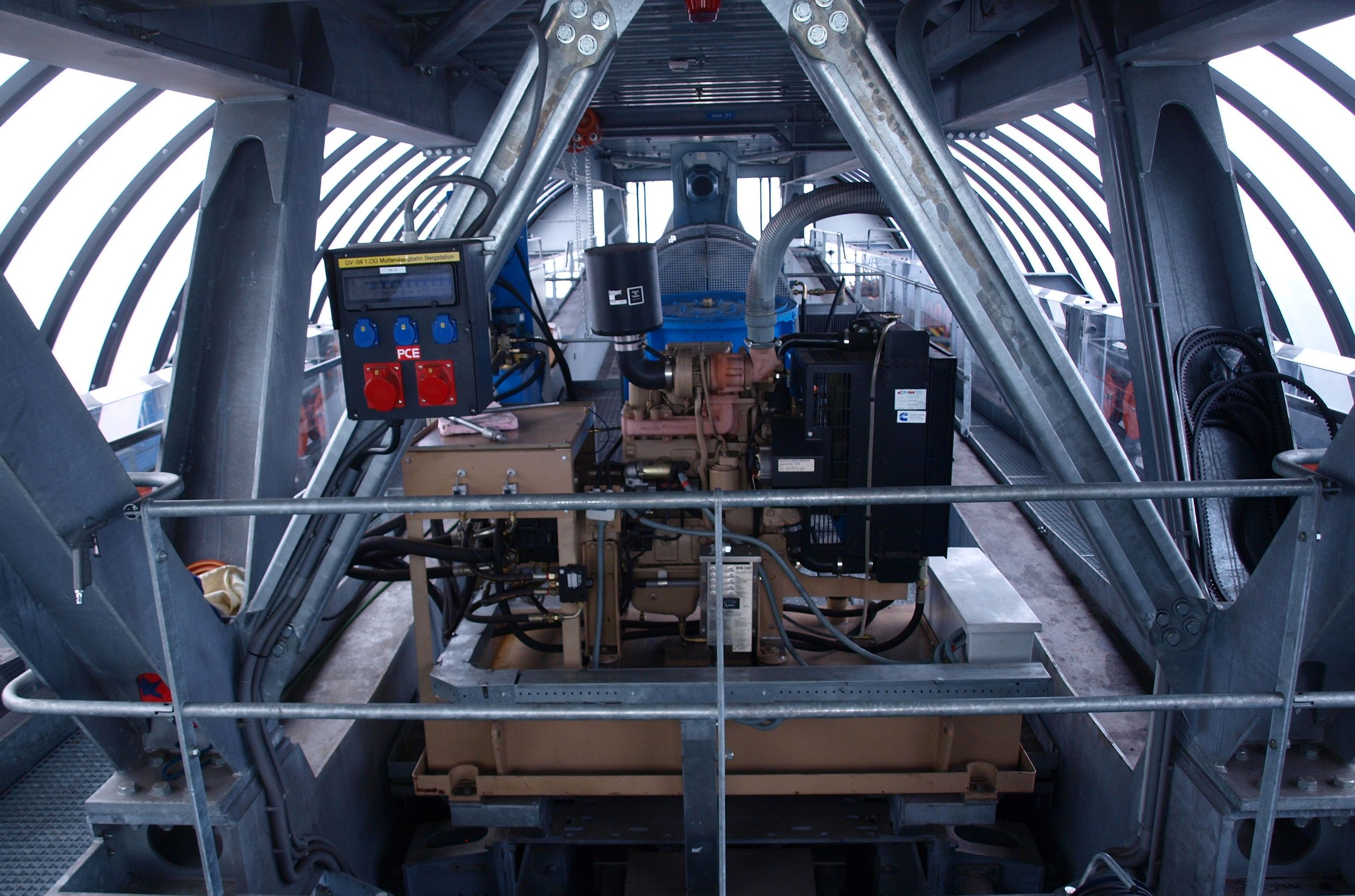
Antrieb in der Bergstation – Blick auf den Notantrieb

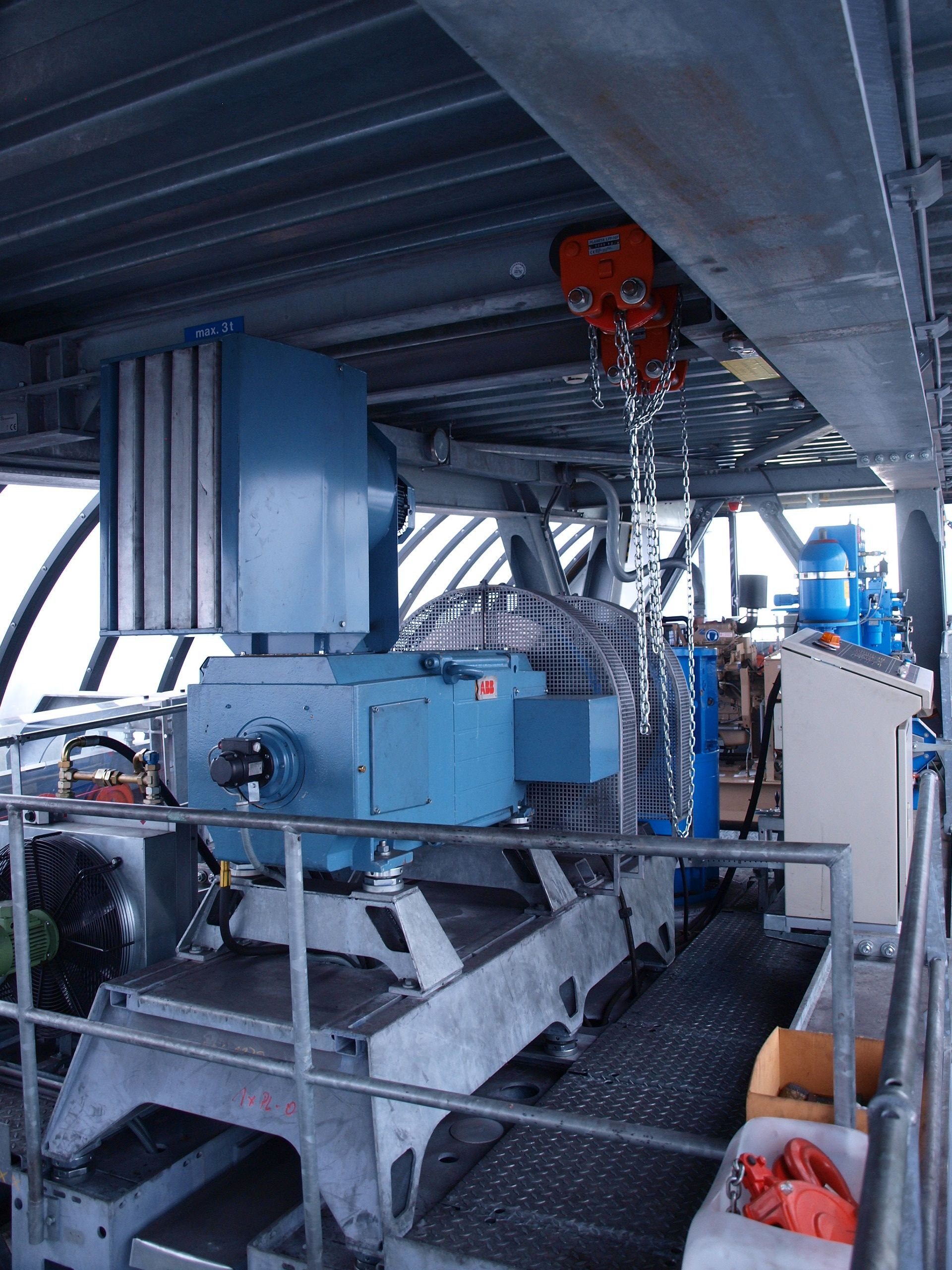
Antrieb in der Bergstation – Blick auf den Hauptmotor

Nach der Übernahme der Bahn durch die Silvretta Montafon Bergbahnen AG, St. Gallenkirch baute diese die Anlage im Jahr 2001/2002 für 100 Millionen Schilling um. Anlässlich dieses zweiten Umbaus der Muttersbergseilbahn unter der Bezeichnung „Muttersbergseilbahn neu“ wurde die Bergstation etwa 150 horizontale Meter sowie circa 15 Höhenmeter bergwärts verlegt und in das gleichzeitig neu errichtete Gastronomiegebäude (Alpengasthof) integriert. Die Pendelseilbahnanlage wurde durch eine kuppelbare Gruppenbahn (8er Personenkabinen) mit einem umlaufenden Förderseil ersetzt. Die Gemeinden Bludenz und Nüziders subventionierten die Bahn anschließend mit 35 Millionen Schilling.
Wie bei der bisherigen Anlage befinden sich die Antriebsstation in der Bergstation und die Umlenkstation und Spanneinrichtung des Förderseils in der Talstation. Anstelle eines Spanngewichtes werden nunmehr zwei hydraulische Spannzylinder eingesetzt.
Die Anzahl der Betriebsbremsen und der Sicherheitsbremsen wurde von je einer auf je zwei erhöht. Der Antrieb erfolgt nicht mehr direkt von einem Gleichstrom-Elektromotor auf die Antriebsscheibe, sondern über einen hydrostatischen Antrieb (fremdbelüfteter E-Motor: ABB DMI 208P-MHA, Ölpumpe: Sauer 90R075, Ölmotor: Poclain MS 35 2 G. Notantrieb: Cummins Diesel, B 3.9-C/130).
Jeweils nach Betriebsschluss ist ein kompletter Umlauf des Förderseiles im Rückwärtsgang nötig, um alle 24 Gondeln in der Talstation abzustellen.
Der Betrieb der Anlage wurde an die Muttersberg Seilbahn GmbH & Co KG unter Auflagen übertragen. Die Muttersberg Seilbahn GmbH & Co KG ist Teil der Silvretta Montafon Bergbahnen AG, St. Gallenkirch.
Die Bahn ist von etwa Ende April bis Anfang November täglich, ansonsten Freitag bis Sonntag von 9:00 bis 17:00 Uhr in Betrieb. In der Zeit um Weihnachten und Silvester ruht der Betrieb wegen Revisionsarbeiten. Die Talstation ist mit der Stadtbuslinie 1 und wenigen Minuten Fußweg über den Seilbahn-Parkplatz erreichbar.

## Aktuelle technische Daten
- Höhe Talstation: 678,5 m
- Höhe Bergstation: 1397 m
- Höhenunterschied: 718,5 m
- Maximale Neigung: 73 %
- Mittlere Neigung: 46,5 %
- Schräge Länge: 1722 m
- Seillänge: 3516 m
- Anzahl der Stützen: 11
- Seildurchmesser: 47 mm
- Seilscheibendurchmesser: Antriebscheibe Berg 4,80 m / Umlenkscheibe Tal 5,20 m
- Max. Fahrgeschwindigkeit: 5 m/s
- Kürzeste Fahrzeit: 5,74 Minuten
- übliche Fahrzeit: 8 Minuten
- Fahrbetriebsmittel (Gondeln): 24 + 4 Kabinen
- Maximale Beförderungskapazität: 1000 Personen je Stunde und Richtung
- Kleinste Folgezeit der Kabinen: 28,80 sec. (144 m)
- Motorleistung: maximal 555 kW (Anfahrbeschleunigung 0,15 m/s² – voll auf, leer ab)
- größte Höhe der Trasse über Grund: 40 m[8]

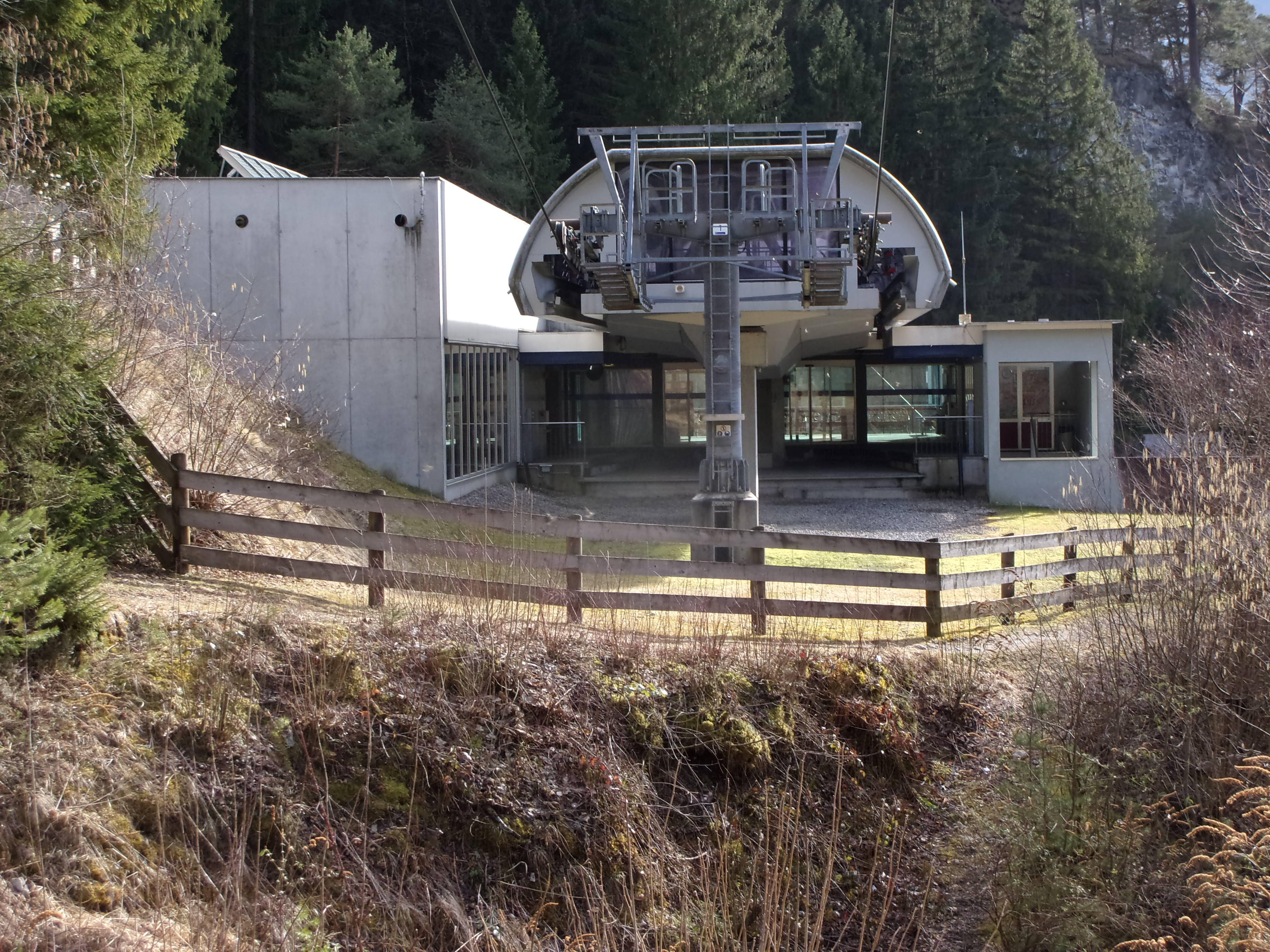
Talstation. Im hellen Gebäude links sind die 28 Gondeln nach Betriebsschluss untergebracht.
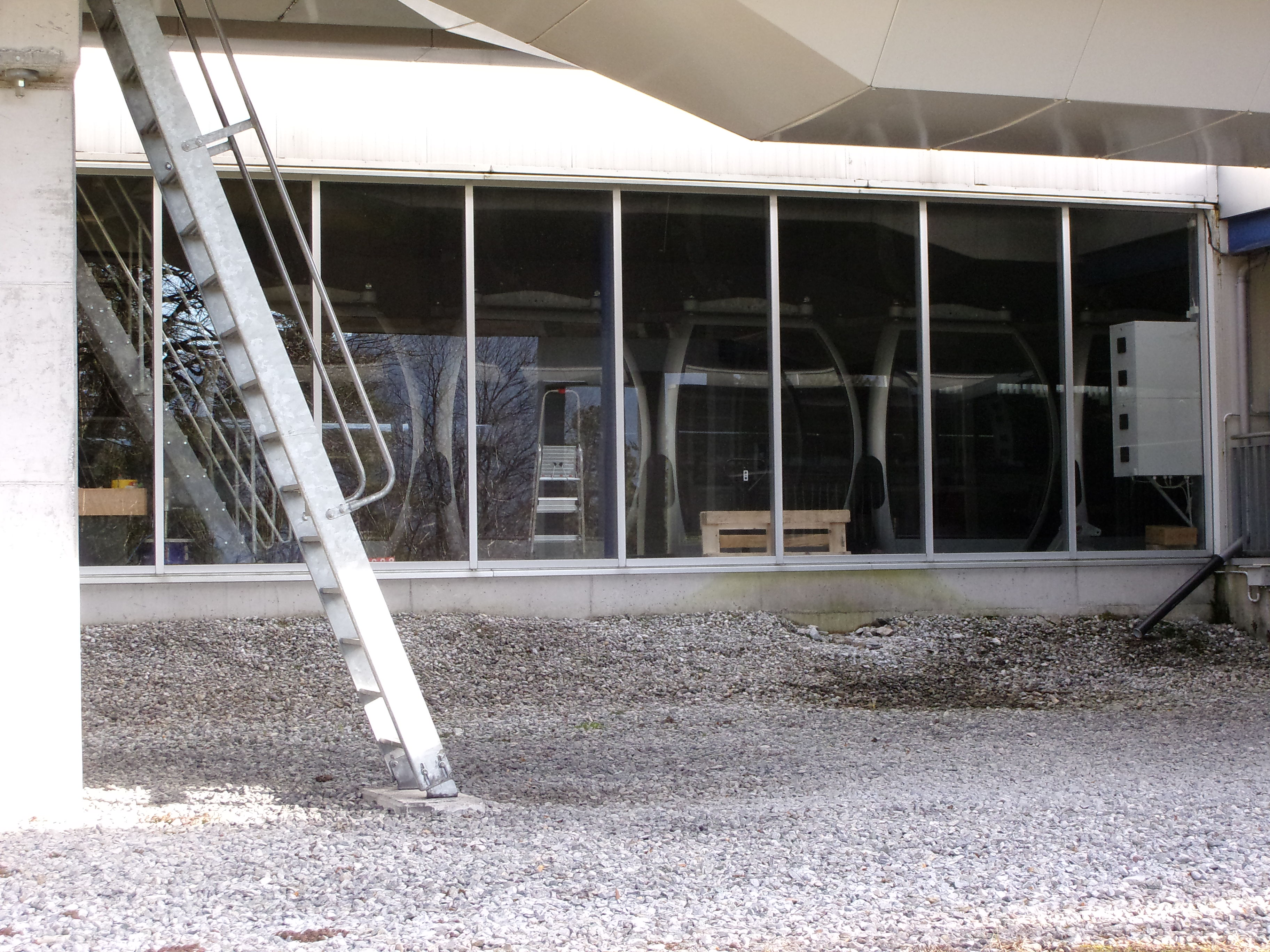
Talstation der Muttersbergbahn mit den außerhalb der Betriebszeit geparkten Gondeln.
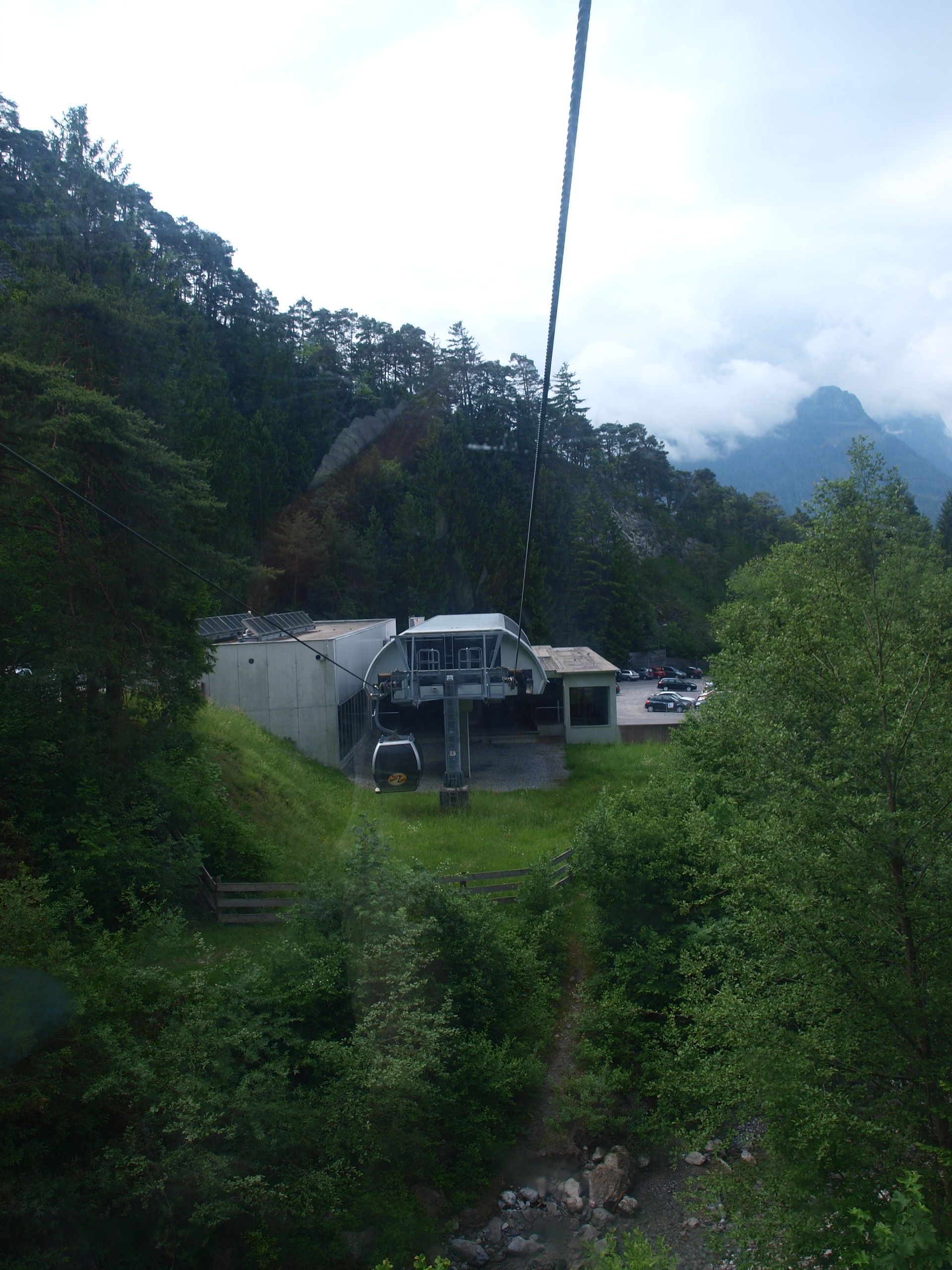
Talstation von der Strecke aus gesehen
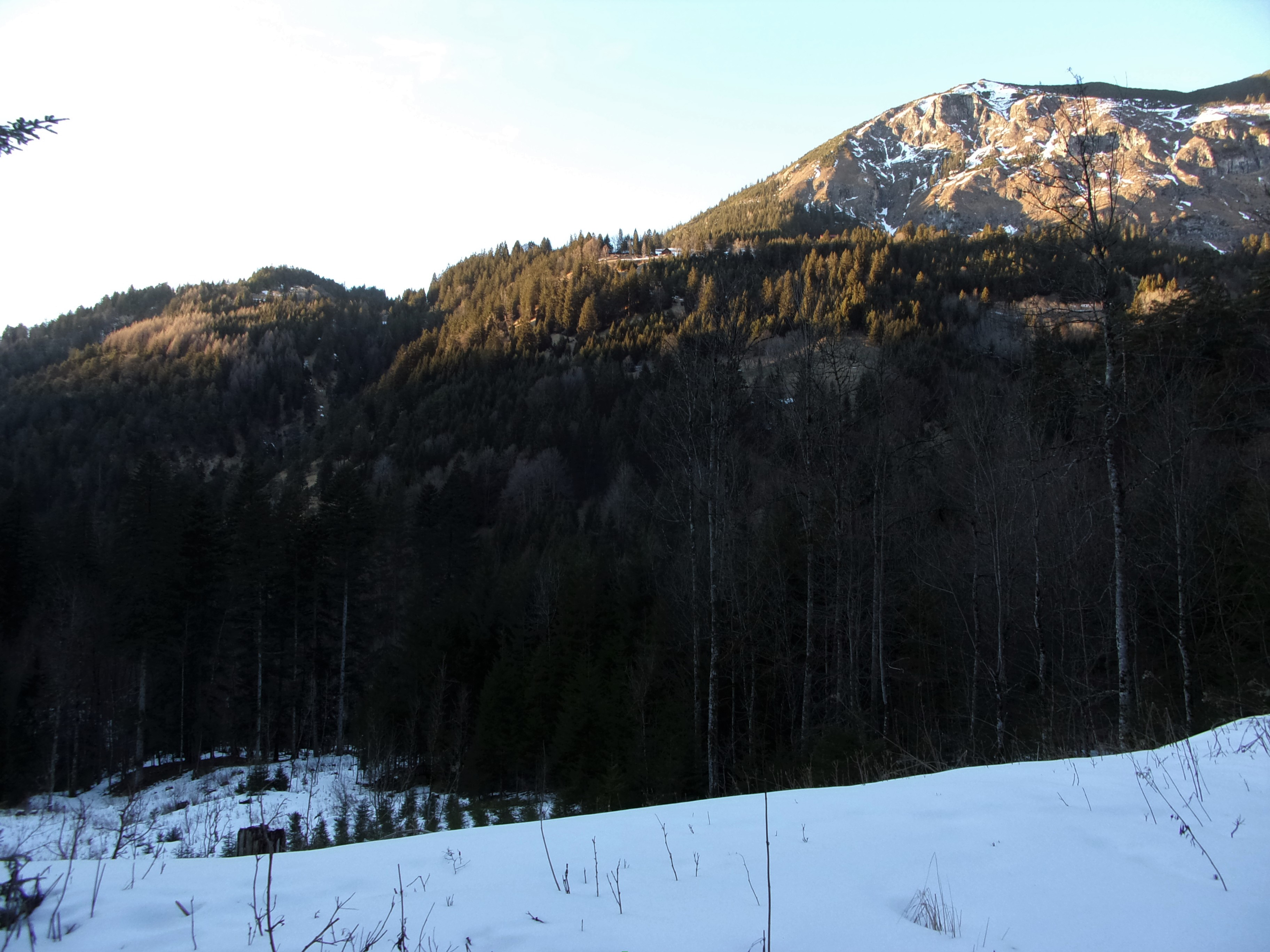
Blick über das Galgentobel hinweg auf den Madeisakopf (links), die Streusiedlung Muttersberg und den Rappaschrofen, einen Felskopf des Hohen Fraßen.
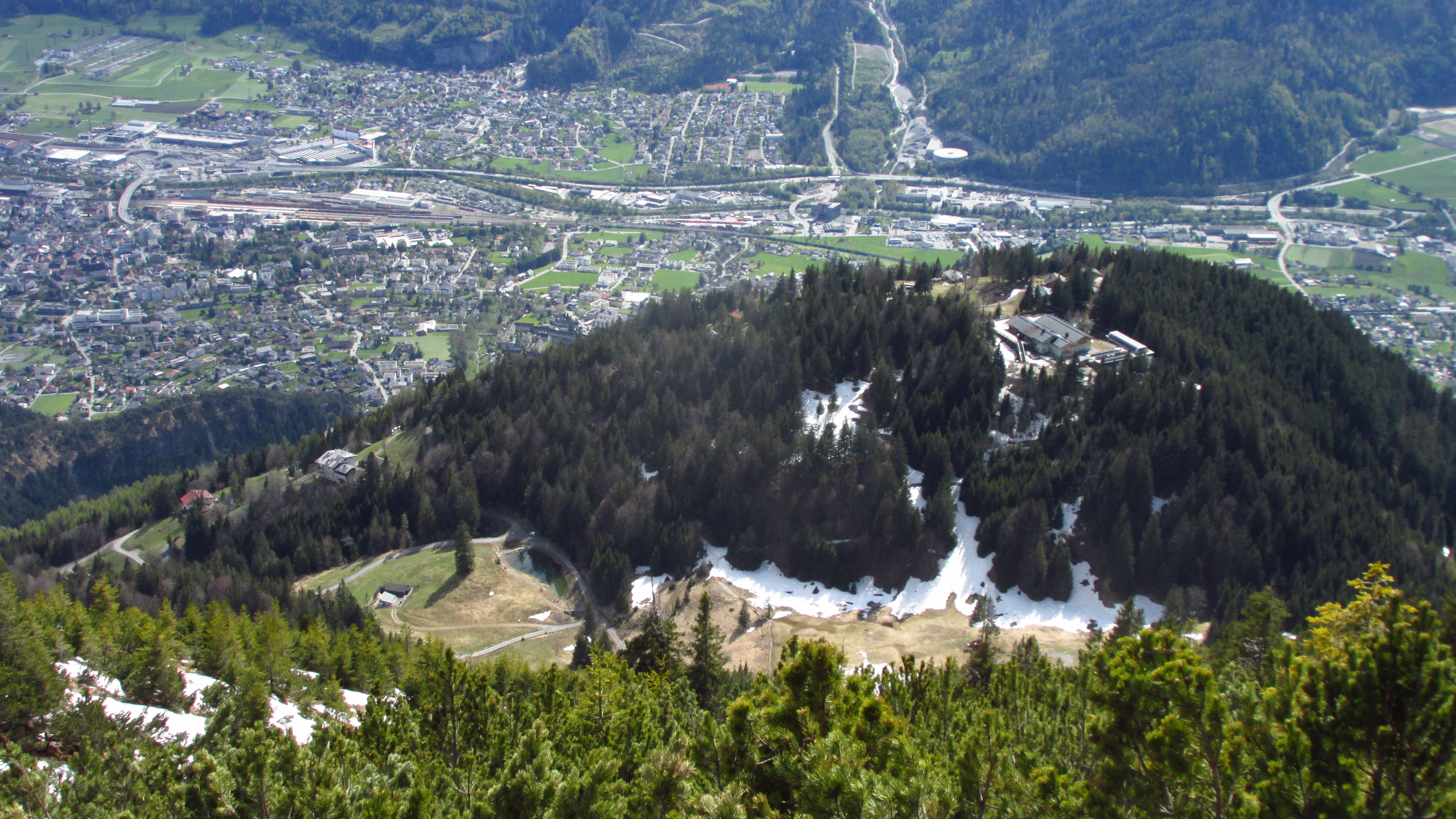
Madeisakopf mit Bergstation vom Rappaschrofaweg gesehen